# Proprioseiulus kopaeus
Proprioseiulus kopaeus är en spindeldjursart som först beskrevs av Schicha och Corpuz-Raros 1992.  Proprioseiulus kopaeus ingår i släktet Proprioseiulus och familjen Phytoseiidae. Inga underarter finns listade i Catalogue of Life.